# Wutubus annularis
Wutubus annularis(лат.) — вид вимерлих еукаріотів едіакарської біоти, єдиний у роді Wutubus. Викопні залишки знайдені в породах формації Денгінг віком 551—541 млн років (Південний Китай). Після відкриття в Китаї, були зареєстровані екземпляри виду в пізній едіакарській глибоководній формації на горі Данфі, штат Навада (США).
Вченим не вдалося однозначно віднести організм до будь-якого біологічного царства: скам'янілості у вигляді сегментованих трубок довжиною до 180 мм і шириною 3-32 мм із вузьким конічним кінцем можуть бути залишені і морськими пір'їнами і водоростями.

## Етимологія
Назва роду походить від місцевості поблизу села Вухе (річка Ву) і від лат. tubus (трубка). Видовий епітет annularis («кільцевий», «кільчастий») вказує на поперечні кільця на трубці.

## Опис
Скам'янілості досягають 20-180 мм в довжину і 3-32 мм в ширину. Апекс був довжиною близько 5 мм і шириною 2 мм. Кільця можуть бути 0,5-4,5 мм в товщину.
Кільцеподібна конотубулярна скам'янілість, пряма або злегка вигнута, що складається з конічної вершини, що злегка розширюється, але більш-менш циліндричної труби. Верхівка більш-менш гладка, але трубка орнаментована щільно розташованими поперечними кільцями товщиною в міліметри, іноді товщають в напрямку від апекса.

## Історія вивчення
Вид і рід описані палеонтологом Чже Ченом, Чуанміногом Чжоу, Чжухаєм Ксяо, Ченггуо Гуаном, Гонгом Хуа та Хунлаєм Юанем у 2014 році по скам'янілостях із вапняка, що утворився на дні субліторалі едіакарського моря. Голотип NIGP159080 зберігається в Нанкінському Інституті геології та палеонтології. 